# Parafia Podwyższenia Krzyża Świętego i Matki Bożej Pocieszenia w Sanoku
Parafia Podwyższenia Krzyża Świętego i Matki Bożej Pocieszenia w Sanoku – rzymskokatolicka parafia z siedzibą w Sanoku, należąca do dekanatu Sanok I w archidiecezji przemyskiej.

## Historia
W 1344 roku król Kazimierz Wielki włączył Sanok do Polski. W latach 1372–1376 z inicjatywy namiestnika księcia Władysława Opolczyka zbudowano kościół pw. Najświętszej Maryi Panny, który w 1377 roku został nadany Franciszkanom. W 1384 roku kościół i klasztor został przeniesiony w obręb miasta. W 1604 roku kościół został spalony podczas pożaru miasta. W 1606 roku z fundacji Piotra Bala zbudowano murowany kościół. W 1632 roku kościół został spalony ponownie. W latach 1632–1640 kościół odbudowany ponownie, a w 1717 roku rozpoczęto budowę murowanego klasztoru. W latach 1782–1886 po spaleniu się kościoła farnego - kościół klasztorny był czasowo kościołem parafialnym.
1 lipca 1969 roku dekretem bpa Ignacego Tokarczuka przy Kościele i klasztorze Franciszkanów została erygowana parafia, z wydzielonego terytorium parafii farnej. Parafia obejmuje swoim zasięgiem dzielnicę Sanoka - Błonie i częściowo Śródmieście.
W 2005 roku dekretem abpa Józefa Michalika zostało ustanowione Sanktuarium Matki Bożej Pocieszenia - Pani Ziemi Sanockiej.
Na terenie parafii jest 6 900 wiernych.
Proboszczowie parafii:
1969–1975. o. Alan Chrząstek OFMConv.
1975–1978. o. Honoriusz Miś OFMConv.
1978–1983. o. Błażej Wierdak OFMConv.
1983–1989. o. Zygmunt Majgier OFMConv.
1989–1992. o. Ludwik Szetela OFMConv.
1992–1996. o. Roman Pałaszewski OFMConv.
1996–2000. o. Edward Staniukiewicz OFMConv.
2000–2008. o. Stanisław Glista OFMConv.
2008–2016. o. Zbigniew Kubit OFMConv.
2016– nadal o. Bartosz Pawłowski OFMConv.

## Terytorium parafii
Teren parafii obejmuje ulice: I Armii Wojska Polskiego, Armii Krajowej, Błonie, Cerkiewna (numery 4, 6, 8), Franciszkańska, Jagiellońska (numery 1-57), Kochanowskiego, Kolejowa (numery 1-13), Królowej Bony, Krasińskiego (numery 3-21), Lwowska (numery 3-21), 3 Maja (numery 1-23), Mickiewicza (numery 30-50), Ogrodowa, Opłotki, Orzeszkowej, Poprzeczna, Plac św. Jana, Podgórze, Prugara-Ketlinga, Przelotowa, Rybacka, Rynek (numery 7-22), Sanowa Schody Balowskie, Schody Franciszkańskie, Spokojna, Staszica (numery 6, 8, 10, 12, 14, 16), Aleja Szwajcarii, Aleja Wojska Polskiego, Zamkowa (numery 3, 24, 26, 28), Zielona, Żwirki i Wigury (numery 8, 12, 14, 16, 18, 20, 26, 28).

## Odpusty i uroczystości
- Druga niedziela maja (lub sobota) − odpust Matki Bożej Pocieszenia, Pani Ziemi Sanockiej
- 13 czerwca − św. Antoniego
- 2 sierpnia − odpust Porcjonkuli Matki Bożej Anielskiej
- 14 września − odpust Podwyższenia Krzyża Świętego
- 4 października − św. Franciszka
- 8 grudnia − Niepokalanego Poczęcia

## Dzieła i grupy parafialne
- W pierwszej połowie lat 90. XX wieku była organizowana w Sanoku franciszkańska akcja „Podaruj Dzieciom Brata Słońce”, w ramach której dzieci z ubogich rodzin przebywały na koloniach letnich w miejscowościach Wielkie Oczy, Przywidz[12][13][14][15].
- Żywy Różaniec, Oaza Rodzin, Ministranci, Akcja Katolicka
- Krąg Biblijny (zał. 1979[16])
- Katolicka Poradnia Specjalistyczna „Nazaret”
- NZOZ Ośrodek Rehabilitacji dla Dzieci i Młodzieży Niepełnosprawnej przy Klasztorze OO. Franciszkanów w Sanoku (zał. 1999), działający w kamienicy przy ul. Rynek 20[17][18]
- Świetlica dla dzieci, otwarta w przykościelnej kamienicy przy ul. Rynek 20, w dniu 20 października 1996 poświęcona przez bp. Stefana Moskwę[19]
- Caritas Parafialna
- Kawiarnia „U Mnicha”
- Sala spotkań ekumenicznych
- Biblioteka Parafialna
- Księgarnia
- Chór Męski Liturgiczny
- Mała Peregrynacja
- Czasopismo „Słówko”, wydawane od września 1993 jako miesięcznik[20], w pierwszych ukazywało się nieregularnie[21]; od 30 listopada 1997 „Słówko” było wydawane jako parafialny tygodnik informacyjno-religijny[22]; po przerwie ponownie wydawane od grudnia 1996[23], ostatni numer ukazał się 26 marca 2000 w ósmy roku wydawania pisma[24]; redaktorami „Słówka” byli m.in. o. Roman Pałaszewski, o. Roman Badylak, o. Wiesław Grabski, Wiesław Banach, Witold Przybyło, Halina Więcek[25]; czasopismo było kolportowane za dobrowolną ofiarą.
- Tygodnik „Głos Ziemi Sanockiej”[26], zastąpił „Słówko”, był anonsowany jako katolicki tygodnik społeczno-kulturalny o zasięgu miejskim[27] i międzyparafialnym (obejmującym parafię Podwyższenia Krzyża Świętego i sąsiednią parafię Przemienienia Pańskiego[28], pierwszy numer ukazał się 2 kwietnia 2000[29]; od początku do wydania z 29 października 2000 redaktorem naczelnym był Sebastian Niżnik[30], jesienią 2000 jego miejsce zajął o. Stanisław Glista, w redakcji działali o. Edward Staniukiewicz, o. Stanisław Glista, ks. Andrzej Skiba, Halina Więcek, Monika Malik, Elżbieta Mazur, Jerzy Zuba, Wiesław Stebnicki[31]; czasopismo było kolportowane za dobrowolną ofiarą[32].
- Od 26 lipca 1998 na antenie rozgłośni Radio Bieszczady emitowano audycję pt. Katolicki kwadrans, tworzoną przez wspólnotę franciszkańską z Sanoka[33].